# Fittipaldi F8
La Fittipaldi F8 (con le varianti F8C ed F8D) fu una vettura di Formula 1 impiegata dal 1980 al 1982 dalla Fittipaldi Automotive.

## La vettura
La F8 era uno sviluppo della F7 utilizzata nella prima parte della stagione 1980. Fu sviluppata da Harvey Postlethwaite e fu la prima vettura di Formula 1 su cui lavorò Adrian Newey. Il telaio era realizzato in monoscocca in pannelli a sandwich d'alluminio con nucleo a nido d'ape. Il motore era un Ford Cosworth DFV aspirato e la trasmissione era manuale Hewland a 5 rapporti.

## Le stagioni

### 1980
Il debutto della F8, previsto all'inizio della serie di gran premi europei, avvenne al Gran Premio di Gran Bretagna con Emerson Fittipaldi al volante, che si qualificò ventiduesimo e concluse la gara in dodicesima posizione, a 4 giri dal vincitore Alan Jones. A partire dal Gran Premio di Germania anche Keke Rosberg guidò la F8. Il Gran Premio d'Austria fu l'unico in cui entrambe le vetture conclusero la gara: Fittipaldi, partito ventitreesimo, terminò undicesimo e Rosberg sedicesimo. Nei restanti Gran Premi Fittipaldi si ritirò a causa di una serie di problemi tecnici e per un incidente al Gran Premio d'Italia, mentre Rosberg concluse quinto a Imola conquistando gli unici punti ottenuti dalla F8, nono in Canada e decimo a Watkins Glen.

### 1981
Per la stagione 1981 venne ingaggiato Chico Serra in sostituzione di Emerson Fittipaldi, ritiratosi dal mondo delle corse e passato unicamente alla gestione del team. Il team riassunse il nome di Fittipaldi Automotive dopo avere perso il sostegno finanziario di Skol e altri sponsor. A causa della mancanza di sponsor la livrea gialla venne sostituita da una livrea interamente bianca. Dopo che Postlethwaite passò alla Ferrari la direzione tecnica venne affidata a Gary Thomas e nuovamente a Richard Divila.

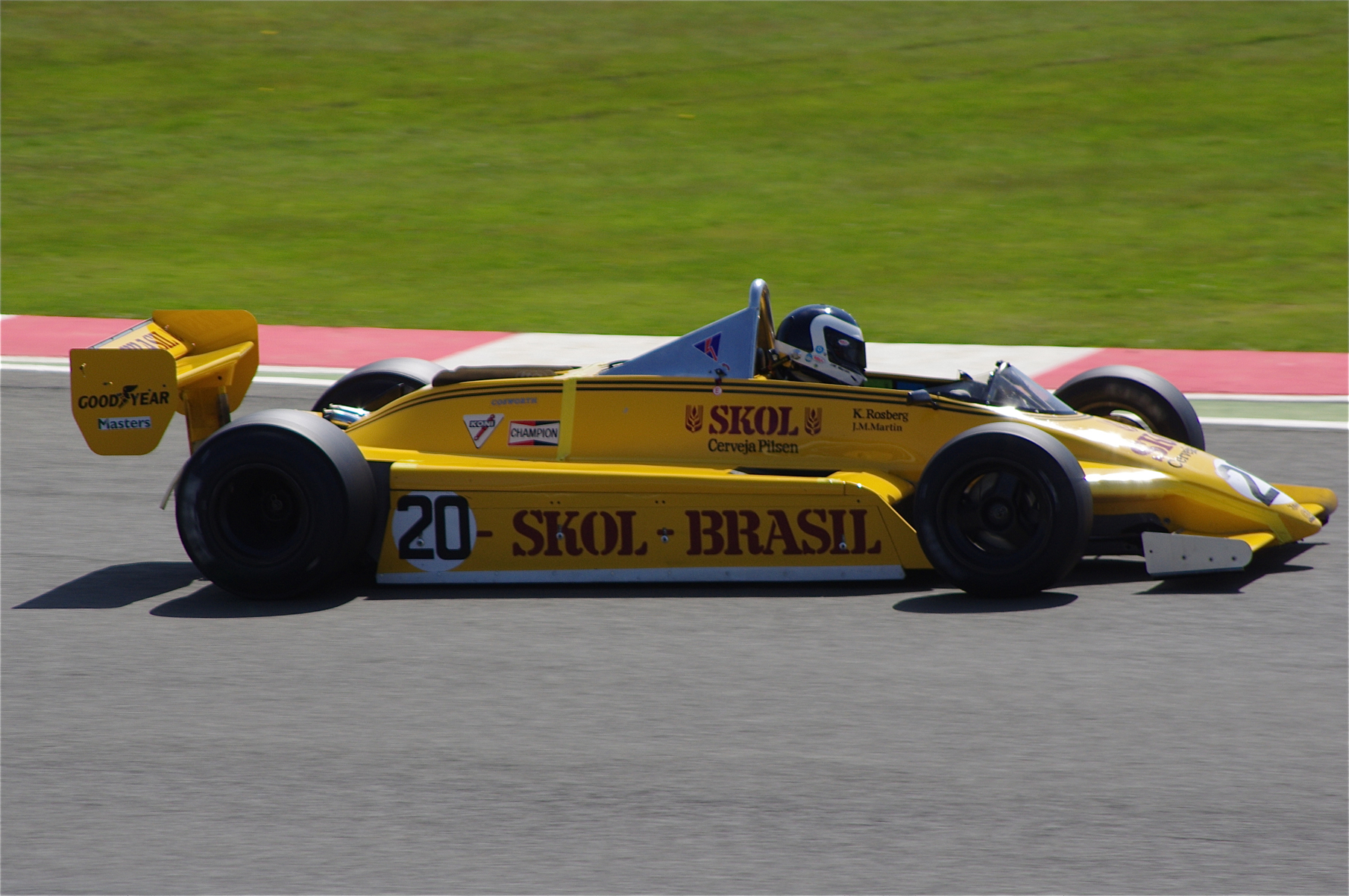
Una F8C alla Silverstone Classic del 2012 con una livrea diversa da quella adottata nella stagione 1981

Al Gran Premio del Sudafrica, non valido per il mondiale, la Fittipaldi iscrisse entrambi i piloti con la F8C, una versione della F8 con aggiornamenti minimi al telaio, all'aerodinamica e alle sospensioni anteriori. Rosberg concluse la gara al quarto posto, Serra al nono. Al Gran Premio degli Stati Uniti-Ovest, il primo della stagione valido per il mondiale, Serra ottenne un settimo posto, miglior risultato stagionale del team, e al successivo Gran Premio del Brasile Rosberg concluse nono. A causa della mancanza di aggiornamenti della vettura dovuti all'indisponibilità di risorse il resto del campionato fu segnato da una serie di mancate qualificazioni e ritiri e dalla mancata partecipazione al Gran Premio d'Austria a causa della mancanza di motori.
Nel corso della stagione il team cambiò più volte il fornitore degli pneumatici disputando le prime tre gare con Michelin, passando ad Avon fino al Gran Premio di Spagna quando tornò su Michelin e adottando definitivamente pneumatici Pirelli a partire dal Gran Premio d'Olanda.

### 1982
A causa delle difficoltà finanziarie la Fittipaldi iscrisse al campionato una sola vettura, una F8D che era un aggiornamento minimo della F8C. Dopo un diciassettesimo posto, un ritiro e una mancata qualificazione nelle prime tre gare e dopo avere saltato il Gran Premio di San Marino a causa della guerra FISA-FOCA, Serra concluse settimo al Gran Premio del Belgio, salendo al sesto posto dopo la squalifica di Niki Lauda per irregolarità sulla vettura e conquistando l'ultimo punto della storia della Fittipaldi. A partire dal Gran Premio di Francia la F8D venne sostituita dalla F9.

## Altri campionati
Alla fine del 1981 Fittipaldi vendette una F8, utilizzata come vettura di riserva nella stagione appena terminata, a Tony Trimmer, che la utilizzò nel Team Sanada per le prime tre gare del Campionato britannico di Formula 1 1982 in cui ottenne una vittoria, un secondo posto, un ritiro e due pole position.
Tra ottobre 1982 e luglio 1984 la stessa F8 ha partecipato a tre gare di Formula Libre con al volante Duncan Bain, Tiff Needell e Russell Spence.

## Risultati in Formula 1
| Anno | Team                 | Motore            | Gomme | Piloti        |  |  |  |  |  |  |  |    |     |    |     |     |     |     | Punti | Pos. |
| ---- | -------------------- | ----------------- | ----- | ------------- |  |  |  |  |  |  |  | -- | --- | -- | --- | --- | --- | --- | ----- | ---- |
| 1980 | Skol Fittipaldi Team | Ford Cosworth DFV | G     | E. Fittipaldi |  |  |  |  |  |  |  | 12 | Rit | 11 | Rit | Rit | Rit | Rit | 11    | 8º   |
| 1980 | Skol Fittipaldi Team | Ford Cosworth DFV | G     | Rosberg       |  |  |  |  |  |  |  |    | Rit | 16 | NQ  | 5   | 9   | 10  | 11    | 8º   |

| Anno | Team                  | Motore            | Gomme | Piloti  |     |     |     |     |     |    |    |     |     |    |  |    |    |    |    | Punti | Pos. |
| ---- | --------------------- | ----------------- | ----- | ------- | --- | --- | --- | --- | --- | -- | -- | --- | --- | -- |  | -- | -- | -- | -- | ----- | ---- |
| 1981 | Fittipaldi Automotive | Ford Cosworth DFV | M A P | Rosberg | Rit | 9   | Rit | Rit | Rit | NQ | 12 | Rit | Rit | NQ |  | NQ | NQ | NQ | 10 | 0     | -    |
| 1981 | Fittipaldi Automotive | Ford Cosworth DFV | M A P | Serra   | 7   | Rit | Rit | NQ  | Rit | NQ | 11 | NP  | NQ  | NQ |  | NQ | NQ | NQ | NQ | 0     | -    |

| Anno | Team                  | Motore            | Gomme | Piloti |    |     |    |  |   |     |    |    |     |     |  |  |  |  |  |  | Punti | Pos. |
| ---- | --------------------- | ----------------- | ----- | ------ | -- | --- | -- |  | - | --- | -- | -- | --- | --- |  |  |  |  |  |  | ----- | ---- |
| 1982 | Fittipaldi Automotive | Ford Cosworth DFV | P     | Serra  | 17 | Rit | NQ |  | 6 | NPQ | 11 | NQ | Rit | Rit |  |  |  |  |  |  | 1     | 13º  |

| Legenda | 1º posto     | 2º posto | 3º posto    | A punti         | Senza punti/Non class.  | Grassetto – Pole position Corsivo – Giro più veloce |
| Legenda | Squalificato | Ritirato | Non partito | Non qualificato | Solo prove/Terzo pilota | Grassetto – Pole position Corsivo – Giro più veloce |